# Břečťan popínavý
Břečťan popínavý (Hedera helix) je okrasná půdopokryvná a popínavá rostlina z čeledi aralkovitých.

## Popis
Popínavá, vytrvalá, stálezelená rostlina s hlubokým kořenovým systémem a četnými příčepivými kořínky, které vyrůstají z uzlin na stonku a díky nimž může břečťan šplhat vzhůru. Délka stonku může být až 15 m. Listy jsou na stonku postaveny střídavě, jsou 3–5 cm velké, kožovité, tmavě zelené, v okolí žilek často světleji zbarvené. Listy vykazují rozdílný tvar v přízemních partiích, kde jsou laločnaté, a v koncových nadzemních partiích na plodných větévkách, kde jsou listy celokrajné. Doba květu je od července do září až listopadu. Plodem jsou malé tmavě modré nebo černé bobule, které na rostlině vydrží až do podzimu. Bobule jsou pro člověka jedovaté, pro ptáky však nikoli.

## Pověry
Dříve se tvrdilo, že se v břečťanu ukrývají jedovatí hadi a hlodavci.[zdroj?] Ani jedno tvrzení se zatím nepotvrdilo ani nevyvrátilo, je však pravda, že se v porostu z břečťanu často ukrývají drobní živočichové a v horních patrech hnízdí drobné ptactvo.

## Využití
Břečťan je využíván ve Velké Británii jako pokrývka budov (převážně budov postavených z cihel). Ve vedrech slouží jako izolace, při dešti chrání zdivo před nasákavostí. Při použití dřeviny na vertikální podložce musí být využito opory, jinak se při vysoké vlhkosti nebo větru může porost odtrhnout, srolovat nebo spadnout k zemi.

## Mystika a magie
Břečťan je symbolem nesmrtelnosti, přátelství a věrnosti. V antickém Řecku byl předáván při svatbě svatebním párům. Kvůli potřebě opory byl břečťan také ženským symbolem. Rostlina hrála významnou roli v Dionýsově (Bakchově) kultu. Bakchanti, Satyrové a Siléni jím byli ověnčeni. Břečťan zdobil také jejich thyrsy. Břečťan měl dále účinkovat jako lék na kocovinu, a to když se upletl do tvaru věnce a dal se chorému na hlavu.

## Areál rozšíření
Celá severní polokoule až po šedesátou rovnoběžku

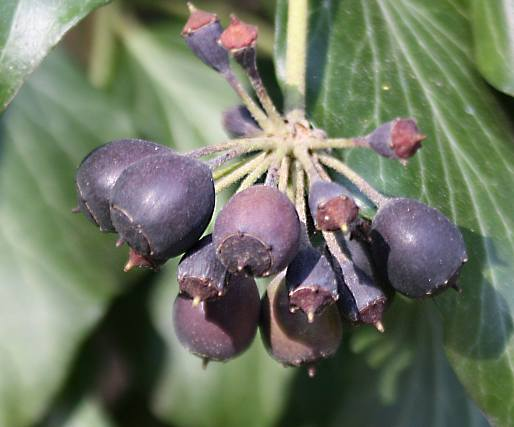
Plody břečťanu popínavého

## Stanoviště
Břečťan snáší přímé sluneční paprsky špatně, je to typická rostlina lesního podrostu, takže preferuje stín či polostín.

## Význam
Je to okrasná rostlina, používaná ve výsadbách jako půdokryvná a popínavá. Průmyslově se z něj izolují jedovaté látky využívané k výrobě dezinfekčních přípravků.
Břečťan je též významnou léčivou rostlinou. Sbíranou drogou jsou listy. Přípravky jsou hlavně na vnější použití. Pomáhá při popálení sluncem, odstraňuje celulitidu, teplé obklady jsou dobré na pohmožděniny.

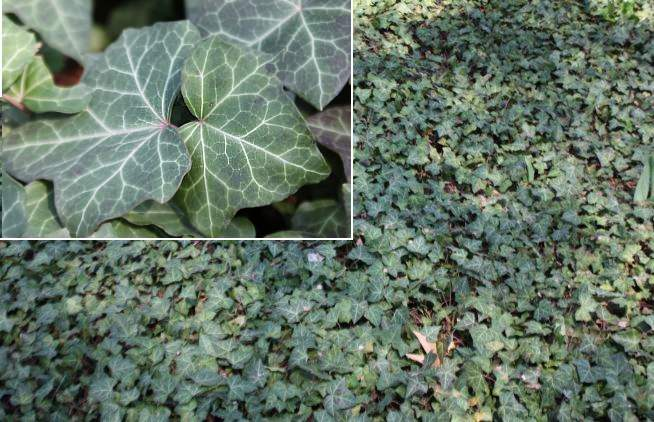
Břečťan jako půdopokryvná dřevina

## Rozmnožování
Břečťan popínavý se mimo generativní množení rozmnožuje vegetativně, zakořeněním nadzemních částí. Uměle je množen pomocí řízkování, ale řízkovány jsou častěji dužnaté, nikoliv vyzrálé (dřevité) výhony, nejlépe vrcholové. Je tomu tak proto, že rychleji zakořeňují a dále rostou. U mnoha rostlin je důležitý termín řízkování: pro stálezelené rostliny je to obvykle červenec, ale břečťan zakoření kdykoliv během roku. Při zakořeňování je obvykle velmi důležitá teplota a vlhkost substrátu, ale i vysoká vzdušná vlhkost okolo části řízku nad povrchem substrátu. Zahrádkáři k dosažení optimálních podmínek používají skleněnou sklenici přiklopenou na řízek, případně igelitový sáček. K dosažení úspěchu je vhodné mírné zastínění a použití stimulátoru.

## Jedovatost
Bobule mohou vyvolat úporné průjmy a při požití většího množství mohou ohrozit člověka na životě. V malém množství se sušená droga (list) údajně používá zejména do sirupů proti kašli, nebo je toto použití někdy inzerováno v reklamách prodejci.  Droga se však podle některých zdrojů nevykupuje a podle odborné literatury nejen nevykupuje, ale ani nepoužívá. Protože droga obsahuje směs toxických látek, není podle jiných zdrojů vhodné překračovat doporučené dávky ani drogu používat dlouhodobě. Některé zdroje ale přímo uvádějí, že pro lidové léčení není břečťan vhodný. Citliví jedinci mohou reagovat podrážděním už na dotyk rostliny.